# 247 a.C.
Il 247 a.C. (CCXLVII a.C. in numeri romani) è un anno  del III secolo a.C.

## Eventi
- Zheng, figlio di Re Zhuangxiang di Qin, diventa re dello stato Qin. Più tardi diventerà il Primo Imperatore della Cina.

## Nati
- Annibale, condottiero e politico cartaginese